# Église de la Sainte-Annonciation de Dubrovnik
L'église de la Sainte-Annonciation (en serbe : Црква Светог благовјештења; en croate : Crkva svetih Blagovijesti) est une église orthodoxe serbe située à Dubrovnik, dans le sud de la Croatie. Elle a été construite en 1877.

## Histoire
Le 30 avril 1867, à l'Assemblée municipale, le riche commerçant Božo Bošković acheta trois maisons du baron Frano Gondola avec un jardin derrière elles pour une somme de 28 500 fiorins à l'intérieur des murs de Dubrovnik dans la vieille ville.
L'église possède une précieuse collection d'icônes, dont certaines datent des XVe et XVIe siècles,. Une histoire complète de l'église et de sa paroisse intitulée L'église orthodoxe serbe de Dubrovnik au vingtième siècle a été publiée à Dubrovnik, Belgrade et Trebinje en 2007,. Le livre a été publié en alphabet latin du Gaj et en alphabet cyrillique serbe.

### Dégâts et reconstruction
L'église a été endommagée par les bombardements pendant le siège de Dubrovnik.
En 2009, l'église a été restaurée grâce à des fonds du ministère de la Culture de Croatie, de la ville de Dubrovnik, du comté de Dubrovnik-Neretva, de contributions privées et de crédits. Ce fut la première restauration de l'église.

## Musée de l'église orthodoxe serbe à Dubrovnik
La communauté ecclésiale gère un musée de l'Église orthodoxe serbe à Dubrovnik. Il conserve des objets religieux comme une copie des évangiles de Miroslav de 1897, un évangile en russe imprimé à Moscou en 1805 et des bustes d'Ivan Gundulić et de Vuk Stefanović Karadžić. Le musée possède également 18 portraits, dont 9 représentent le peintre Vlaho Bukovac. D'autres portraits représentent Medo Pucić, Valtazar Bogišić, Petar II Petrović-Njegoš et Vuk Stefanović Karadžić. D'anciens évangiles, une grande collection d'icônes, des robes de prêtre très décorées, des calices et des bijoux font également partie de la collection du musée.

## Bibliothèque de l'Église orthodoxe serbe de Dubrovnik
L'église possède une bibliothèque d'environ 12 000 livres. En plus des livres liturgiques en langue slave de l'Église, il existe également des livres sur différents thèmes en italien, français, russe et autres langues. À noter un Nouveau Testament imprimé à Kiev en 1703 et un Menologium imprimé à Kiev en 1757.